# Cryptoblepharus schlegelianus
Espèce
Synonymes
- Cryptoblepharus boutonii schlegelianus Mertens, 1928

Cryptoblepharus schlegelianus est une espèce de sauriens de la famille des Scincidae.

## Répartition
Cette espèce se rencontre sur les îles de Timor et de Semau.

## Publication originale
- Mertens, 1928 : Neue Inselrassen von Cryptoblepharus boutonii (Desjardin). Zoologischer Anzeiger, vol. 78, p. 82-89.